# Политические переговоры в Зимбабве 2008
Политические переговоры в Зимбабве в 2008 году проходили между оппозиционными партиями «Движение за демократические изменения - Цвангираи» во главе с Морганом Цвангираи, «Движение за демократические изменения» во главе с Артуром Мутамбара и правящей партией Зимбабве «Африканский национальный союз Зимбабве - Патриотический фронт» во главе с президентом Робертом Мугабе. Их целью было договориться о путях прекращения политического насилия и нарушения прав человека в Зимбабве, а также создать структуру правительства в которой власть разделялась между этими двумя сторонами. Переговоры последовали за президентскими выборами 2008 года, победа Мугабе на которых вызывала большие споры и сомнения, а также за парламентскими выборами, на которых «Движение за демократические изменения» выиграло большинство мест в парламенте.